# Crnajka
Crnajka (srbsky Црнајка) je vesnice ve východní části Srbska, administrativně spadající pod opštinu Majdanpek. Rozkládá se v údolí potoka stejného názvu, na obou jeho březích. V roce 2011 zde žilo 890 obyvatel.
Z národnostního hlediska je obyvatelstvo většinově srbské národnosti (cca dvě třetiny %), zastoupeni jsou zde i Vlaši. Počet obyvatel vesnice dlouhodobě kvůli její odlehlosti klesá.
Severně od vesnice protéká řeka Šaška reka, do které se potok Crnajka vlévá. Stojí zde i pamětihodnost s názvem Miloševa kula (Milošova věž). Ve vesnici samotné je jen minimální občanská vybavenost; okolní kopce jsou zalesněné a zemědělsky je obděláváno jen údolí potoka. Ve vesnici se pravidelně okolo pravoslavných vánoc konají různé folklorní festivaly.
Vesnicí prochází regionální silnice č. 165 která spojuje Majdanpek a Bor, resp. Vražogrnac.